# 中田横穴
中田横穴（なかだよこあな）は、福島県いわき市平沼ノ内にある横穴墓群(横穴式の集合墳墓)である。1号墓には彩色壁画が確認されている。1970年5月11日、国の史跡に指定。

## 概要
中田横穴は、夏井川河口の南約5キロメートルにあり、太平洋岸に派生する砂質凝灰岩丘陵の北斜面に位置する。1969年道路工事中に発見された。
横穴は5基が三段に並列しているが、そのうち最下段の1号横穴は、複室形態の装飾壁画をもった横穴である。全長6.67メートルを測り、羨道部に排水溝を設け、各羨門部には閉塞のための造作があるなど、横穴の形態をよく保っている。
装飾は後室の三周壁に赤色と白色の三角連続文（一辺約40センチメートル）を基本形として三段に分けて描かれ、上段は逆正三角形、下二段は正三角形を配している。三角文の多くは、細い線刻で輪郭が施してあり、また赤色三角文は、白色顔料を下地として描かれている部分もある。後室前壁（羨門上部）でも、基本形は三角文であるが、赤色単彩で2本の弧状線の間に鋸歯状文が描かれている。なかでも稀有の例として注目されることは、床面の全体に赤色彩色が認められることである。
出土遺物は玉類・直刀・挂甲片・金環・金銅製雲珠・銅釧・馬鈴・金銅製大馬鈴・鈴杏葉・紡錘車・珠文鏡・銅製容器蓋・須恵器などきわめて豊富である。出土状態から埋葬は一体で、一度副葬されたものを何年か後再び取り出して行われた墓前祭祀が推定されている。6世紀後半の築造と推定され、特異な装飾を有する複室の横穴として稀少な遺跡である。
2014年（平成26年）6月現在、保存施設が東日本大震災により被災したため、公開はされていない。

## 関連事項
- 日本の古墳一覧#福島県
- 北海道・東北地方の史跡一覧
- 装飾古墳